# Batalla de Larisa
La batalla de Larisa fou una sèrie d'enfrontaments que tingueren lloc a la primavera del 1083 entre l'Imperi Romà d'Orient, encapçalat per l'emperador Aleix I Comnè, i els normands comandats per Bohemon de Tàrent, fill de Robert Guiscard, duc de la Pulla i Calàbria, que havien començat a assetjar la ciutat tessàlia de Larisa el 3 de novembre de l'any anterior. Els reforços romans escometeren l'exèrcit assetjador, fustigant-lo amb arquers a cavall i sembrant la zitzània entre els normands mitjançant la diplomàcia. Els invasors, amb la moral tocada, no tingueren més remei que aixecar el setge.